# محوطه میر عبدل ۴
محوطه میر عبدل ۴ مربوط به هزاره سوم و ۴ قبل از میلاد است و در شهرستان گلشن، شهر جالق، کیلومتری ۷ جاده جالق به سراوان، ۲ کیلومتری جنوب جاده ارتباطی ضلع غربی کوه میر عبدل واقع شده و این اثر در تاریخ ۲۸ اسفند ۱۳۸۵ با شمارهٔ ثبت ۱۸۹۳۳ به‌عنوان یکی از آثار ملی ایران به ثبت رسیده است.